# Здесь, под северной звездой (фильм)
«Здесь, под северной звездой» — финский двухсерийный художественный фильм, снятый режиссёром Эдвином Лайне в 1968 году на студии «Fennada-Filmi» по мотивам двух первых частей одноименной трилогии Вяйнё Линна. События третьей части трилогии излагаются в фильме «Аксели и Элина» 1970 года.
Премьера фильма состоялась 13 сентября 1968 года.

## Сюжет
Киноэпопея рассказывает о жизни нескольких поколений финской семьи Коскела. Начало фильма происходит в 1880 году и охватывает период вплоть до 1950 года.
На экране отображены важнейшие вехи финской истории — Первая мировая война, независимость Финляндии, гражданская и Вторая мировая война — разворачиваются на фоне событий, происходящих в жизни главных героев картины, оставляя свой неизгладимый след в их судьбах.
В первой части «Здесь, под Полярной звездой» особое внимание уделено гражданской войне в Финляндии, которая разделила героев на тех, кто принял Октябрьскую революцию в России, и тех, кто поддержал белогвардейцев.
Фильм заканчивается трагическими событиями после победы финской контрреволюции.

## В ролях
- Аарно Сулканен — Аксели Коскела
- Титта Каракорпи — Элина Коскела
- Ристо Тауло — Юсси Коскела
- Роз-Мари Прехт — Эллен Салпакари
- Матти Ранин — Лаури Салпакари
- Мирьям Новеро — Анна Кививуори
- Кауко Хеловирта — Отто Кививуори
- Туула Нюман — Эльма Лаурила
- Пекка Аутиовуори — Оскари Кививуори
- Кайсу Леппянен — любовница Тойри
- Эса Саарио — Янне Кививуори
- Элса Туракайнен — Хенна Леппанена
- Вейкко Синисало — Антту Лаурила
- Лееви Линко — Арттури Юлле
- Аарне Лайне — Калле Тойри
- Юхани Кумпулайнен — Антеро Меллола
- Каарло Халттунен — Прити Леппанен
- Аста Бакман — Эмма Халме
- Хельге Херала — Вихтори Кивиоя
- Олави Ахонен — Лаури Кивиоя
- Кости Клемеля
- Микко Нисканен
- Маури Яаккола
- Арттури Лааксо
- Вилле Салминен
- Хейкки Хейно
- Арво Леэсмаа
- Экке Хямяляйнен
- Танели Ринне — Арво Тойри
- Каарло Вилска
- Пентти Саарес
- Юкка Сипиля
- Тапио Хямяляйнен — Хеллберг
- Раймо Грёнберг
- Калеви Кахра — Адольф Халме
- Мартти Ярвинен — Илмари Салпакари
- Герда Рюселин — Баронесса

## Производство
Первая часть трилогии Вяйнё Линны «Здесь, под Полярной звездой» была опубликована в 1959 году, вторая — в 1960 году, а третья — в 1962 году. В том же году кинокомпания Suomen Filmiteollisuus заказала Юхе Невалайнену адаптацию трилогии в сценарий. Однако из-за забастовки актёров проект отложили, а последовавшее банкротство Suomen Filmiteollisuus в декабре 1965 года поставило на съёмках крест. Эдвин Лайне, самовольно назначивший себя режиссером фильма, начал переговоры о возобновлении съёмок с Fennada-Filmi. Однако компания была озабочена высокой стоимостью производства, и дело сдвинулось с мертвой точки только после того как Yleisradio пообещала оплатить половину предварительного бюджета в 900 000 финских марок в обмен на право телевизионного показа. 
Окончательная версия сценария была написана Юхой Невалайненом и Матти Кассила при участии Вяйнё Линна и Эдвина Лайне. Сюжет экранизации включает первые две части книжной трилогии (1884—1919 годы).
Съемки начались осенью 1967 года. Режиссёр привлек на главные роли двух новичков: Юсси Коскелу сыграл Ристо Тауло из театра Рийхимяки, а Аксели — Аарно Сулканена из театра Йоэнсуу. Женские роли исполнили Аня Похьёла и Титта Каракорпи. В сцене лагеря для военнопленных в Лахти, снятой на острове Сантахамина, было задействовано 2300 статистов, в том числе более двух тысяч призывников из гарнизона Сантахамины. 
Окончательная стоимость производства фильма составила почти 2,6 миллиона финских марок, в результате чего «Здесь, под Полярной звездой» остается самым дорогим финским фильмом.

## Награды
Фильм-участник Московского международного кинофестиваля 1969 года и Фестиваля финского кино (Нью-Йорк, США, 1973).
- Государственная кинопремия Финляндии[фин.] (1968)
- Приз церковного кино (1968)
- Премия Юсси (1969): лучший режиссер: Эдвин Лайне; лучшая постановка: Энсио Суоминен; лучший актёр мужской роли: Калеви Кахра; специальная премия Юсси: Вяйнё Линна («За создание национально значимого сюжетного мира в финское кино»)[1].